# Turić
Turić är ett samhälle i Bosnien och Hercegovina.   Det ligger i entiteten Republika Srpska, i den nordöstra delen av landet, 120 km norr om huvudstaden Sarajevo. Turić ligger 139 meter över havet och antalet invånare är 397.
Terrängen runt Turić är platt. Närmaste större samhälle är Mionica, 4,9 km väster om Turić. 
Trakten runt Turić består till största delen av jordbruksmark. Runt Turić är det ganska tätbefolkat, med 124 invånare per kvadratkilometer.